# Route Merveilleuse
La route Merveilleuse est une route touristique belge construite dans le cadre du réaménagement touristique de la citadelle de Namur consécutivement à sa démilitarisation par Léopold II à la fin du XIXe siècle.

## Histoire
En 1891, l'esplanade de la citadelle est remise à la ville et un premier projet d'aménagement touristique est mené à l'industriel Michel Thonar, comportant la construction du Grand Hôtel de la citadelle de Namur, relié aux berges de la Meuse par un  funiculaire.  
Dix ans plus tard, Leopold II et les autorités namuroises considèrent ce développement trop modeste et mandatent l'architecte Georges Hobé pour de nouveaux développements, incluant le Théâtre de verdure et le stade des jeux (qui remplace un éphémère vélodrome), ainsi que deux voies reliant la citadelle aux rives de la Sambre d'une part (la route des panoramas) et de la Meuse de l'autre : la route  merveilleuse. Les plans de celle-ci sont plus complexes en raison de l'escarpement de la paroi et des contraintes liées au passage du tramway dans les épingles à cheveux du tronçon inférieur. L'adjudication se fait en deux phases : En 1907, de l'esplanade jusqu'au château des comtes de Namur (construite en 1908-1909), et le second tronçon - jusqu'à la Meuse - adjugé en 1910 et qui ne sera pas totalement terminé lors du déclenchement de la Seconde Guerre mondiale (le tram sur cette section ne sera inauguré qu'en 1921).

## Parcours
Montant du bord de Meuse, derrière le casino de Namur, la route Merveilleuse fait quelques lacets serrés, traverse un mur défensif du XVIe siècle au pied de la tour joyeuse avant d'arriver au château des comtes de Namur. Atteignant le donjon elle fait une boucle complète à l’extrême pointe de la citadelle (vue, au confluent Sambre-et-Meuse, sur Namur et son faubourg de Jambes). 

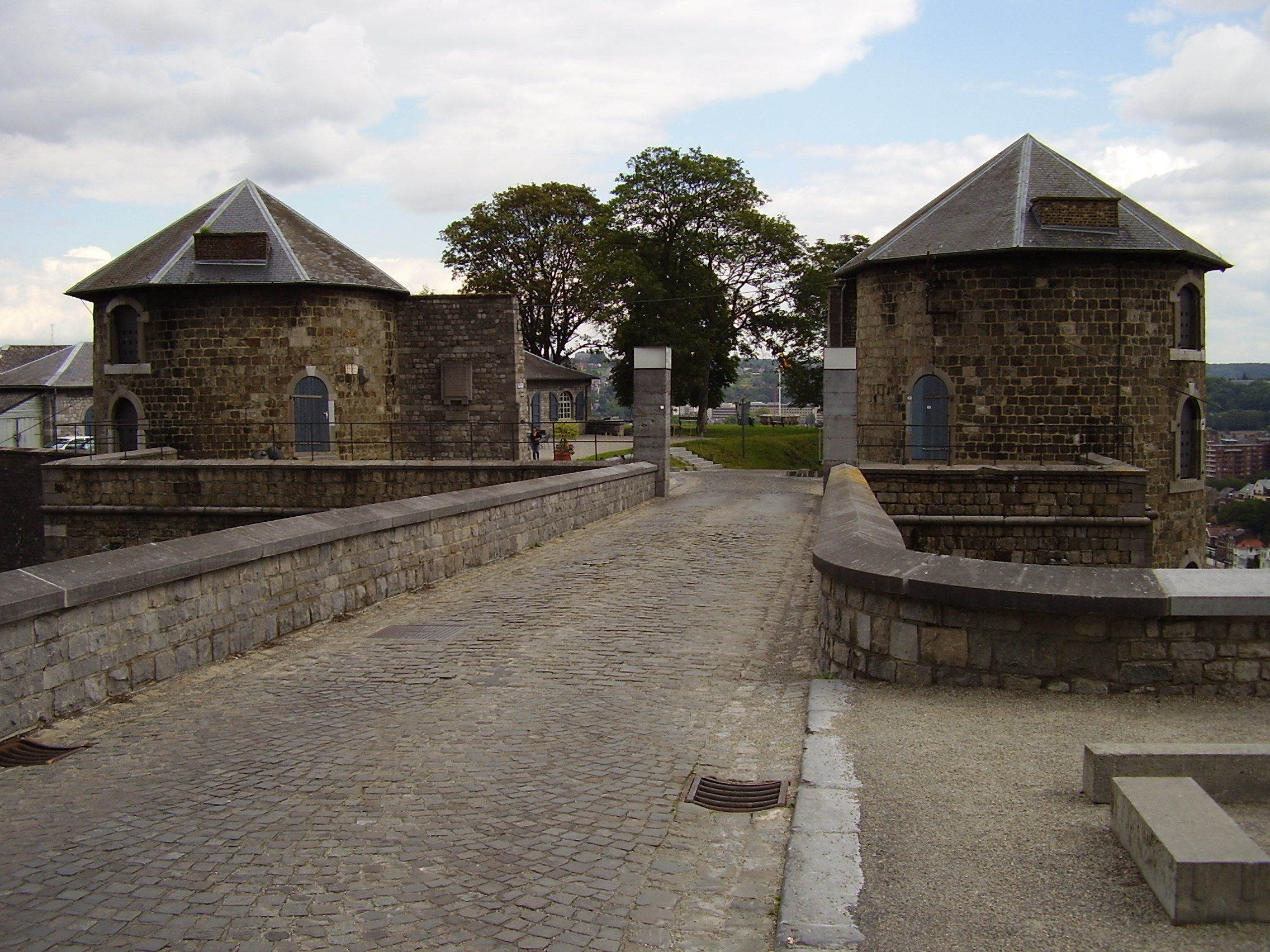
Passant sur le pont des Hollandais, entre les deux tours

Se faufilant entre deux tours de l’ancien château, elle passe au-dessus d’elle-même grâce au pont des Hollandais qui enjambe le fossé de la barbacane et poursuit vers une partie plus récente de la citadelle (XVIIe siècle) : Terra Nova (occultant au passage le second fossé qui sépare la caserne de la zone intermédiaire, dite Médiane).
Plus loin, elle rejoint le parc du Champeau et fait de nouvelles boucles pour contourner le théâtre de verdure et l'esplanade du stade des jeux. Après être passée sous l’ancien musée de la forêt (aujourd’hui salle des mariages de la ville de Namur), la route Merveilleuse arrive au rond-point Michel Thonar où se trouve le parc attractif Reine Fabiola. Son prolongement vers la Sambre se fait par l'avenue Jean Ier (anciennement la route des Panoramas) en traversant ce qui fut le fort d’Orange - dernière extension du plateau défensif de la citadelle de Namur (au XVIIe siècle), démantelé un siècle plus tard sur ordre de Joseph II d'Autriche. 
À part quelques bâtiments historiques et une infrastructure touristique, presque l’entièreté du parcours est boisée.

## Cyclisme
Depuis 2004, la route Merveilleuse est gravie chaque année par les coureurs cyclistes dans le final du Grand Prix de Wallonie menant à la ligne d'arrivée située sur l'esplanade de la citadelle de Namur et depuis 2022 par les coureuses cyclistes de la Grisette Grand Prix de Wallonie.